# Biutiful
Biutiful är en mexikansk dramafilm från 2010 i regi av Alejandro González Iñárritu. Biutiful nominerades 2011 till två Oscarsstatyetter: bästa utländska film och bästa manliga huvudroll.

## Handling
Filmen handlar om Uxbal (Javier Bardem), en väderbiten, småkriminell man med ett stort hjärta för sina barn. Uxbal blir diagnosticerad med cancer och har kort tid kvar att leva.

## Rollista i urval
- Javier Bardem – Uxbal
- Maricel Álvarez – Marambra
- Hanaa Bouchaib – Ana
- Guillermo Estrella – Mateo
- Eduard Fernández – Tito
- Cheikh Ndiaye – Ekweme
- Diaryatou Daff – Ige